# Гней Ацерроній Прокул
Гней Ацерроній Прокул (? — після 37 року) — політичний діяч ранньої Римської імперії, консул 37 року.

## Життєпис
Походив з заможного плебейського роду Ацерроніїв з Луканії. Син Гнея Ацерронія. Про молоді роки мало відомостей. Не займав активної політичної позиції, підтримуючи імператорську владу. У 37 році став консулом разом з Гаєм Петронієм Понтієм Нігріном. На цій посаді викликав невдоволення Тиберія за наклепом префекта преторія Макрона. Втім, смерть імператора 16 березня врятувала Ацерронія. Після отримання влади Калігулою Гай Ацерроній запропонував у сенаті обрати Калігулу замість нього консулом, але останній відмовився. Надалі не займався політичними справами.

## Родина
- Ацерронія Полла